# Natuna Besar

Natuna Besar (ou Grande Natuna, também chamada Ilha Bunguran ou Ilha Natuna) é a principal ilha das Ilhas Natuna, parte das Ilhas Riau, na Indonésia. 